# Idimanthus
Idimanthus, monotipski biljni rod iz porodice kozlačevki smješten u tribus Caladieae, dio potporodice Aroideae. 
Jedina vrsta je I. amorphophalloides, endem iz jugoistočnog Brazila opisan 2018 godine. Jedini poznati lokalitet mu je tipski lokalitet na sjeveru države Rio de Janeiro, u okrugu Italva, nedaleko grada Cardoso Moreira